# El Diario de Chihuahua
El Diario de Chihuahua es un periódico mexicano publicado en la ciudad de Chihuahua, fundado en 1985, como una expansión de El Diario de Juárez. Su principal competidor es El Heraldo de Chihuahua.

## Historia
El Diario de Chihuahua fue fundado a mediados de 1985, por el director y dueño de El Diario de Ciudad Juárez, Osvaldo Rodríguez Borunda como una corresponsalía de la edición de Ciudad Juárez en Chihuahua, publicando su primera edición el 5 de agosto de ese año. En sus primeras ediciones fue conocido como El Diario de Juárez edición Chihuahua cambiando posteriormente a El Diario de Chihuahua. Sus primeras oficinas estaban ubicadas en el piso 16 de la torre presidente en el centro.
El primer director de El Diario fue Jaime Pérez Mendoza. Inicialmente contaba con pocos reporteros y si bien una parte de su contenido era redactada en Chihuahua, toda la información era enviada a Ciudad Juárez donde el diario era impreso en la madrugada y enviado por carretera a Chihuahua para ser repartido por la mañana.
El Diario comenzó a llamar la atención del público y aumentó drásticamente su tiraje luego de que fuera el único diario en el estado en publicar las denuncias de fraude electoral del que el Partido Acción Nacional acusaba al Partido Revolucionario Institucional en las elecciones a gobernador de 1986. Para el año siguiente El Diario se mudó a unas oficinas en la Avenida Universidad y se dejó de imprimir en Ciudad Juárez. Para el año 1995 fue inaugurada su actual sede. El 11 de octubre de 2002 el diario lanzó su versión web.

## Columnistas
El Diario de Chihuahua actualmente tiene los siguientes columnistas:
- Lourdes Almada Mireles.
- Ernesto Avilés Mercado.
- Mariela Castro Flores.
- Gerardo Cortinas Murra.
- Alfredo Espinosa Quintero.
- Francisco Flores Legarda.
- Armando Fuentes Aguirre.
- César Duarte Jaquez.
- Isaías Orozco Gómez.
- Serafín Peralta Martínez.
- Graciela Ramos Carrasco.
- Javier Realyvazquez.
- Teporaca Romero del Hierro.
- Sergio Sarmiento.
- Luis Javier Valero Flores.
- Oscar A. Viramontes Olivas.
- Carmen Urías Palma.